# Pain Jerk
Pain Jerk (englisch Schmerzruck) ist ein 1993 debütiertes Japanoise-Projekt.

## Geschichte
Den Namen der Band führte David Novak in seiner Genrechronik Japanoise als eine im Japanoise programmatische Referenz auf Schmerz als Ausdruck von Intensität.
Der exakte Beginn von Pain Jerk ist unklar. Kōhei Gomi debütierte mit Pain Jerk 1993 Mit ペイン・ジャーク, begann allerdings, nach eigenen Angaben, bereits Mitte der 1980er Jahre mit Homerecording und Anfang der 1990er Jahre mit Auftritten.
Gemeinsam mit Interpreten wie Merzbow, MSBR und K2 wurde die Musik dann in der Mitte der 1990er Jahre in den Vereinigten Staaten bekannt durch Rezeption in Fanzines, Vertrieb in kleinen Musikgeschäften und Rotation mehrerer College-Radios. Im Jahr 1995 nutzte Thurston Moore die Musik der Band und weiterer Japanoise-Interpreten, die er während einer Japan-Tour mit Sonic Youth entdeckt hatte, für einen Remix des Stücks Rising von Yoko Ono. Im Jahr 2007 trat Pain Jerk beim No Fun Fest in New York City auf, Gomi brüllte dem Publikum dabei den Namen der Japanoise-Supergroup Gomikawa Fumi entgegen und machte Fotos vom Publikum, dass unter den Lärmwellen auf bis die Bühne drang. Aufnahmen des Auftritts nutzte Gomi später für eine Split-Veröffentlichung mit Incapacitants, dabei wurde die auf einer fehlerhafter und von Störgeräuschen belasteten DAT aufgenommene Tonspur weiter mit zusätzlichen Störeffekten, Verzerrungen und Übersteuerungen überlagert, wodurch der Klang sich vereinheitlichte und wieder neu nutzbar wurde.
Pain Jerk legte nach der Jahrtausendwende eine längere Ruhephasen ein, kehrte jedoch 2013 zu einem Auftritt zurück und veröffentlichte seither wieder. Insgesamt veröffentlichte das Projekt über 150 Tonträger, wovon ein Großteil über Gomis Label AMP erschien. Hinzukommend kooperierte er mit bekannten Noise-, Industrial- und Post-Industrial-Unternehmen wie Slaughter Productions, Alternative Tentacles, Urashima, RRRecords, Bloodlust! und Self Abuse Records.

## Stil und Bedeutung
Kōhei Gomi beschreibt die Musik von Pain Jerk als „Erforschung und Praxis der Kinematik der Elektroakustik mit unorthodoxen Methoden, hauptsächlich mit Live-Elektronik, Synthesizern und Computern.“ Markant ist der dissonante Gebrauch von Störeffekten, Verfremdungen, Verzerrungen und Übersteuerungen unter dem ein Klangteppich entsteht. Mit diesem, analog zu jenem von Kazumoto Endo oder Merzbow, dynamischen Stil, zählt Pain Jerk zu den „produktivsten und einflussreichsten Noise-Künstler der 1990er Jahre“.

## Diskografie (Auswahl)
Studioalben
- 1995: Trashware (Pure)
- 1995: Exhibition of Electro-Disease (G.R.O.S.S.)
- 1995: Alchemistry (AMP)
- 1995: Aktion Bruit (AMP)
- 1995: Recycled (RRRecords)
- 1995: Retrogress (Self Abuse Records)
- 1995: Fatamorgana (AMP)
- 1996: Neurotten (Slaughter Productions)
- 1996: Cacophony of a Thousand Pleasures (AMP)
- 1996: Pleonasm (AMP)
- 1996: Great Invisible Crashing (Betley Welcomes Careful Drivers)
- 1996: Epistasis (AMP)
- 1996: Spitfire (AMP)
- 1996: Snuff Electronics (AMP)
- 1996: From Nothing to Nothingness (Less Than Zero)
- 1997: Gallon Gravy (Creativeman Disc.)
- 1997: V (AMP)
- 1997: Trashware 2 (AMP)
- 1997: Savage Extreme (AMP)
- 1997: Autocatharsis (AMP)
- 1997: Gash (Puncture)
- 1998: Psychowars (Panta Rhei Recordings)
- 1998: Greater Curvature (Spite)
- 1998: Mobility Imparied Physical (AMP)
- 1998: Raptus (AMP)
- 1998: Warbeast (AMP)
- 1998: Tribology (AMP)
- 1998: Sound as Pornography (AMP)
- 1999: Platinum Electronics (Philosophy Shop)
- 1999: XXX (AMP)
- 1999: Along (AMP)
- 1999: Tarenagash (AMP)
- 1999: Burning Spear (AMP)
- 1999: Low (AMP)
- 1999: Smudge (AMP)
- 2000: Tarenagash 2 (AMP)
- 2014: Surreal Grind (Alku)
- 2014: Selected Works 2013-2014 (Selbstverlag)
- 2019: Mission Invisible (Hospital Productions)
- 2020: Step on the Shadow (Selbstverlag)
- 2020: Ultra (Hospital Productions)
- 2020: Pulsar Variations 1994 (Selbstverlag)
- 2020: A Dream that Never Awake (Selbstverlag)
- 2020: Ruined it Up (Selbstverlag)
- 2020: Electro-Acoustic Decomposition w
- 2020: PAIN JERK – God Speed You, Ochiai Music Gangs! (Soup)
- 2020: 1993 (Selbstverlag)
- 2020: Almost Nothing (Selbstverlag)
- 2020: Semi-Automatic Music (Selbstverlag)
- 2020: Out of the Streamline (Selbstverlag)
- 2020: Destrudo (Selbstverlag)
- 2020: Synth Improvisation (Selbstverlag)
- 2020: Right to Live (Selbstverlag)
- 2020: Sine Wave (S) (Selbstverlag)
- 2023: Psyro (Selbstverlag)

Split und Kollaborationen
- 1995: Split-tape (Mit Steam Symphony, Symphony Records)
- 1996: Decollaboration (Mit Emil Beaulieau, AMP)
- 1996: Fragmentagraph (Mit Monde Bruits, AMP)
- 1997: The Snake Charmer‘s Beautiful Daughter (Mit Dogliveroil, Betley Welcomes Careful Drivers)
- 1997: Split Cassette (Mit Angel Dust Whore, Sound Probe Recordings)
- 1997: Split Tape (Mit Masoquista Industrial, Charito Records)
- 1997: Lewd (Mit Armenia, Bizarre Audio Arts)
- 1997: Gadget Bondage / Aural Stimulation (Mit Skin Crime, Self Abuse Records)
- 1997: Collaboration (Mit Strict, Art Konkret)
- 1998: Use Your Pain Jerk (Mit Use Your Pain, Dreizehn)
- 1999: Imminent Economic Collapse (Mit Bastard Noise, Alternative Tentacles)
- 2007: Chocolate Grinder (Mit John Wiese, Helicopter)
- 2007: Terrazzo (Mit John Wiese, Harbinger Sound)
- 2007: Mental Peace Liberation Front (Mit John Wiese, Meatbox Records)
- 2007: Live At The No Fun Fest 2007 (Mit Incapacitants, No Fun Productions)
- 2009: European Tour 2009 (Mit Emeralds, No-Fi)
- 2010: Nerima (Mit John Wiese, Anoema Recordings)
- 2010: Super Relaxed (Mit Rock ‘N’ Roll Jackie, Second Layer Records)
- 2011: Vague Maze (Mit John Wiese, A Dear Girl Called Wendy)
- 2013: Pachinko Blast Anarchy (Mit Courtis, Turgid Animal)
- 2014: Electroacoustic Sludge Dither Transformation Smear Grind Decomposition nO!se File Exchange Mega Edit (Mit Russell Haswell, Editions Mego)
- 2019: Live-Enemy (Mit Zbigniew Karkowski, AMP)